# Igarapé Guaraí
Igarapé Guaraí är ett vattendrag i Brasilien.   Det ligger i delstaten Pará, i den centrala delen av landet, 1 300 km nordväst om huvudstaden Brasília.
I omgivningarna runt Igarapé Guaraí växer i huvudsak städsegrön lövskog. Trakten runt Igarapé Guaraí är nära nog obefolkad, med mindre än två invånare per kvadratkilometer.